# Tihvin
Tihvin (rusko Ти́хвин; vepsko Tihvin) je mesto in upravno središče Tihvinskega rajona v Leningrajski oblasti v Rusiji, ki leži na obeh bregovih reke Tihvinke na vzhodu oblasti, 200 km vzhodno od Sankt Peterburga. Tihvin je tudi industrijsko in kulturno središče okraja ter transportno vozlišče. Leta 2010 je imelo naselje 58.459 prebivalcev.
Predhodno je bil znan kot Predtečenski pogost in Tihvinski posad.

## Zgodovina
Prvič je bil omenjen leta 1383 kot Predtečenski pogost (Предтеченский погост), ko je kronika poročala o izgradnji lesene cerkve Vnebovzetja na tem mestu. Pozneje, v letih 1495–1496, J. K. Saburov, uradnik iz Novgorodskega katastra, omenja »Tihvinsko župnijo in v njej leseno cerkev«.
Njegova lega na presečišču trgovskih poti, ki so povezovale reko Volgo z jezerom Ladoga in Baltskim morjem so zagotovile njegov hiter razvoj. Na začetku 16. stoletja je bil že široko znan trgovski center. V letih 1507–1515 je Vasilij III. financiral izdelavo spominske kamnite katedrale Vnebovzetja na mestu pogorele lesene cerkve, ki jo je postavil Dmitrij Sirkov Novgorodski in stoji še danes.
Leta 1560 je bil na levem bregu reke Tihvinke po ukazu Ivana Groznega ustanovljen Samostan vnebovzetja. Vodenje gradbenega projekta je bilo zaupano Fjodorju Sirkovu. Posebnega pomena je bila hitrost gradnje; car je tako dovolil uporabo kmetov iz dvajsetih podeželskih divizij, da so pomagali pri gradnji.